# Semănatul (etnografie)
Semănatul este un obicei agrar de anul nou, care se practică în Moldova, Muntenia și parte din Oltenia și precum în alte obiceiuri de anul nou, constă în interpretarea unor cântece și poezii tradiționale, a unor incantații și urări de belșug pentru noul an și specific, acestui obicei, este cel de aruncare în casa gazdei a semințelor de cereale, semn al belșugului recoltelor, fertilitate și sănătate pentru anul ce vine. Tradiția spune că dacă în seara ajunului Anului Nou urătorii merg cu plugul la arat (Plugușorul), în dimineața de Sfântul Vasile aceștia vor veni cu semănatul.
Cetele de semănători pot fi formate din copii, flăcăi și fete sau persoane adulte care au în mână, traistă sau în buzunare semințe de grâu, orz, ovăz sau secară. În timp ce spun urări pentru noul an, ei presoară prin gospodăria gazdei aceste semințe iar după semănat gazda nu mătură casa ci strânge boabele aruncate de urători și le păstrează. Boabe care, conform superstițiilor, îi vor apăra de boli sau în alte zone, le aruncă peste tarla sau o aruncă în grajdul vacilor sau în staulul oilor pentru ca acestea să se înmulțească. Cu semănatul se poate umbla și individual.
Există credința că dacă primul semănător care va veni la ușa gazdei va fi băiat sau fată, gazda va naște în acel an un copil de parte bărbătească sau femeiască.
În Muntenia și părți ale Olteniei, acest obicei se mai numește și Cu grâul și semănători umblă din casă în casă cu o farfurie de grâu încolțit.
Gazda răsplătește semănătorii cu colaci, băuturi, dulciuri sau bani.
Adesea, se rostesc versurile Sorcovei, se recită ultimele versuri din Plugușorul sau se recită alte texte tradiționale sau mai noi. Un astfel de text este cel numit chiar Semănatul și care zice: Să crească păpușoaiele, oarzele, cânepele, mălaiele, grâiele!. 